# Singapur na Mistrzostwach Świata w Lekkoatletyce 2011
Singapur na Mistrzostwach Świata w Lekkoatletyce 2011 był reprezentowany przez 2 zawodników - 1 mężczyznę i 1 kobietę.

## Wyniki reprezentantów Singapuru

### Mężczyźni

#### Konkurencje biegowe
| Konkurencja   | Zawodnik        | Runda 1  | Runda 1 | Runda 2  | Runda 2 | Półfinał | Półfinał | Finał    | Finał   |
| Konkurencja   | Zawodnik        | Rezultat | Pozycja | Rezultat | Pozycja | Rezultat | Pozycja  | Rezultat | Pozycja |
| ------------- | --------------- | -------- | ------- | -------- | ------- | -------- | -------- | -------- | ------- |
| Bieg na 100 m | Gary Yeo Foo Ee | 10,76    | 7. Q    | 10,85    | 48.     |          |          |          |         |

### Kobiety

#### Konkurencje biegowe
| Konkurencja                | Zawodnik         | Eliminacje | Eliminacje | Półfinał | Półfinał | Finał    | Finał   |
| Konkurencja                | Zawodnik         | Rezultat   | Pozycja    | Rezultat | Pozycja  | Rezultat | Pozycja |
| -------------------------- | ---------------- | ---------- | ---------- | -------- | -------- | -------- | ------- |
| Bieg na 100 m przez płotki | Dipna Lim Prasad | 14,40      | 37.        |          |          |          |         |